# 1619 Ueta
Az 1619 Ueta (ideiglenes jelöléssel 1953 TA) a Naprendszer kisbolygóövében található aszteroida. Tetsuyasu Mitani fedezte fel 1953. október 11-én, Kwasanban.